# Роу, Джонатан
Джонатан Дэвид Генри Роу (англ. Jonathan David Henry Rowe; родился 30 апреля 2003, Верона) — английский футболист, вингер французского клуба «Олимпик Марсель».

## Клубная карьера
Воспитанник футбольной академии «Норвич Сити». В январе 2021 года подписал свой первый профессиональный контракт с клубом . 28 декабря 2021 года дебютировал в основном составе «Норвич Сити», выйдя на замену Христосу Цолису в игре против «Кристал Пэлас».

## Карьера в сборной
12 октября 2023 года дебютировал за сборную Англии до 21 года в матче против Сербии, отметившись забитым мячом.